# Ландо II (граф Капуи)
Ландо II — третий граф Капуи в течение шести месяцев 861 года. Старший сын и наследник Ландо I, смещён своим дядей Пандо.

## Биография
В мае 859 года Ландо II, являясь наместником своего парализованного отца, нанёс поражение коалиционной армии Салерно, Неаполя и Амальфи при мосте Теодемондо. По данным лангобардского хрониста битва произошла 8 мая, в день национального праздника лангобардов — явления Архангела Михаила.
Ландо II наследовал отцу в 860/861 году, но через шесть месяцев был смещён своим дядей Пандо, вторым сыном Ландульфа I. Ландо II в качестве компенсации получил Кайаццо, но продолжал надеяться на возвращение в Капую. Ради приобретения союзника Ландо II женился на племяннице неаполитанского герцога-епископа Афанасия, но даже с его помощью так и не смог вернуть себе трон.